# Garamkelecsény
Garamkelecsény (szlovákul Hronské Kľačany) község Szlovákiában, a Nyitrai kerület Lévai járásában.

## Fekvése
Lévától 3 km-re, északnyugatra fekszik.

## Története
Első említése 1209-ben „Chelecen” alakban szerepel abban a pápai oklevélben, amely a garamszentbenedeki apátságot erősíti meg birtokaiban. Ez a korai település feltételezhetően áldozatul esett a tatárok pusztításának, akik miután végigrabolták a Garam bal partját, 1241. június 12-én átkeltek a folyón és betörtek a Felvidék nyugati részeire, valamint Bars vármegye északi területére. 1275-ben „Kelechen” alakban, majd 1302-ben újra feltűnik a falu neve, melynek lakói ekkor Bars várának szolgálatában álltak. 1388-tól a falu már a lévai váruradalomhoz tartozott. 1570-ben „Kelechen” néven említik. 1634-ben a falu közvetlen közelében épült meg a Perec csatorna, mely vízvédelmi célokat szolgál. 1664-ben a török kiűzése után az elnéptelenedett településre új lakók érkeztek. 1715-ben kocsmája és 27 adózó háztartása volt. 1764-ben említik első ismert bíróját, Ján Bakajt.
Vályi András szerint: „Garam Kelecsény. Tót falu Bars Várm. földes Ura H. Eszterházy Uraság, lakosai katolikusok, fekszik ó Barshoz közel, és annak filiája, földgye, és réttye jó, szőlejik alatt kaszállnak, vagyonnyait könynyen el adhattyák.”
1828-ban 83 házában 550 lakosa élt, akik főként mezőgazdasággal foglalkoztak.
Fényes Elek geográfiai szótárában: „Garan-Kelecsény, Bars m. tót falu, Léva és Bars közt: 549 kath., 4 evang. lak. s kövér rétekkel és szántóföldekkel. F. u. h. Eszterházy. Ut. post. Léva.”
Bars vármegye monográfiája szerint: „Garamkelecsény, Léva közelében fekvő tót kisközség, 1368 róm. kath. vallású lakossal. E községről már 1209-ben találunk említést egy azon kori oklevélben. 1390-ben Sárai László az ura. A XV. század közepén azonban Lévai János és a szent-benedeki káptalan pörösködnek miatta. 1489-ben az elpusztított községek között van említve. Folyvást a mai nevén szerepel, így 1506-ban is, a mikor Ulászló a Harasztiakat az időközben elzálogosított birtokba vezetteti. 1618-ban már mint a lévai vár tartozéka, Keleczeny alakban, egyike volt a vármegye behódolt községeinek. Ezen túl azután Léva várának urai a birtokosai. 1797-ben teljesen puszta község volt, a mit a községházán őrzött egykorú oklevél bizonyít, mely szerint akkoriban Jaklin Miklós, Olsa Mátyás, Móré Zsigmond, Névery Ádám és Nagy Mátyás felhivást bocsátanak ki az iránt, hogy a kik e puszta helyen meg akarnak szállani és házakat építeni, azokat a nevezettek mindenben támogatni fogják, sőt a szükséges vetőmagvakat ingyen bocsátják rendelkezésükre, a községhez tartozó malmot pedig szintén a falubelieknek, illetve a letelepülőknek engedik át használatra. E felhivásnak volt is foganatja, mert néhány évvel később már lakott községet találunk itt. A községet azonban 1830-ban a tűz pusztította el. Katholikus temploma megrongálva bár, de a településkor már fennállott, mert 1784-ben épült. A község postája, távirója és vasúti állomása Léva.”
A trianoni diktátumig Bars vármegye Lévai járásához tartozott.

## Népessége
| Év:            | 1994. | 2004.   | 2014.   | 2024.   |
| -------------- | ----- | ------- | ------- | ------- |
| Emberek száma: | 1495  | 1438    | 1451    | 1400    |
| Eltérés:       |       | -3,81 % | +0,90 % | -3,51 % |

| Év:            | 2023. | 2024.   |
| -------------- | ----- | ------- |
| Emberek száma: | 1394  | 1400    |
| Eltérés:       |       | +0,43 % |

1880-ban 704 lakosából 698 szlovák anyanyelvű volt.
1890-ben 860 lakosából 35 magyar és 777 szlovák anyanyelvű volt.
1900-ban 941 lakosából 22 magyar és 911 szlovák anyanyelvű volt.
1910-ben 1072 lakosából 26 magyar és 1037 szlovák anyanyelvű volt.
1921-ben 1034 lakosából 2 magyar és 1032 csehszlovák volt.
1930-ban 1190 lakosából 2 magyar és 1175 csehszlovák volt.
1991-ben 1524 lakosából 2 magyar és 1516 szlovák volt. 
2001-ben 1468 lakosából 1459 szlovák és 6 magyar volt.
2011-ben 1463 lakosából 1429 szlovák és 7 magyar volt.
2021-ben 1401 lakosából 8 magyar, 1336 (+2) szlovák, 8 (+3) egyéb és 49 ismeretlen nemzetiségű volt.

## Neves személyek
- Itt született 1859. január 22-én Peske Géza magyar festőművész.
- Itt született 1929-ben Jozef Melicher levéltáros.[7]

## Nevezetességei
- Jézus Szentséges Szíve tiszteletére szentelt, római katolikus temploma 1932-ben épült, ma ez a falu messze kiemelkedő, legmagasabb építménye.
- Szent Fülöp és Jakab apostolok tiszteletére szentelt régi, római katolikus temploma 1784-ben épült, ma a temetőben áll. Elődje egy 1764-ben épített kápolna volt.

## Külső hivatkozások
- Hivatalos oldal
- Községinfó
- Garamkelecsény Szlovákia térképén
- Garamkelecsény a Barsi Régió honlapján
- E-obce.sk